# Белорусская партия «Зелёные»
Белорусская партия «Зелёные» (бел. Беларуская партыя «Зялёныя») — политическая партия в Беларуси. Партия была основана 17 апреля 1994 года и зарегистрирована 3 июня 1994 года. С 2008 года имеет статус члена-наблюдателя в Европейской партии зелёных. Председателем партии до декабря 2015 являлся ветеран анархистского движения, журналист Олег Анатольевич Новиков, также известный как Лёлик Ушкин.
Ранее называлась Белорусская партия «Зелёный мир».
Партия не признает Лукашенко действующим президентом, считает его силовое удержание власти незаконным. 27 июля 2023 года Верховный суд Беларуси ликвидировал партию.

## Основная информация
17 апреля 2014 года партия отметила 20-летний юбилей.
На торжественном мероприятии в честь 20-летия партии в Минске основатель партии Олег Громыко заявил, что «Зеленые» начинались с Чернобыля, с тех проблем, которые возникли после аварии на АЭС. Объединились неравнодушные люди, которые искали пути решения возникших экологических проблем.
Действующий председатель партии (с 2007 года) Олег Новиков отмечает, что «Зелёные» отличаются от других политических партий Беларуси. «Это не партия одного лица, все решения у нас принимаются коллективно. Очень важно, что партия имеет внутреннюю демократическую структуру».
«Зелёные» выступают за социальную справедливость, самоуправление и увеличение внимания к охране окружающей среды (в частности, против строительства БелАЭС). Разоблачая утверждение о «социалистическом» характере экономики Беларуси, партия критикует «наступление на права работников, отмену социальных льгот и свёртывание социальных программ» в стране. Декларированные цели партии:

Создание здоровой жизненной среды для человека, социальные и природные параметры которой обеспечивают максимум возможностей для его развития; развитие духовности, высокоморальных отношений ко всему живому, формирование и распространение экологического стиля мышления на все сферы жизни людей, в том числе и на политическую; мир между народами и государствами, запрет, а в перспективе и уничтожение ядерного, химического и биологического оружия, а также наиболее жестоких видов обычного вооружения.— 

## Деятельность
Основные направления деятельности партии: борьба за базисную демократию, равные права для всех граждан, социальную экономику, альтернативную энергетику, ненасильственную политическую этику.

Несмотря на то, что Беларусь оказалась зараженной радиацией в результате Чернобыльской катастрофы, зелёные с 1996 по 2008 год практически не участвовали в политической и общественной жизни страны и выборах.

18 февраля 2001 года партия провела в Витебске на площади Свободы экологический пикет направленный против строительства в свободной экономической зоне Витебска (на площадках бывшего военного аэродрома «Журжево») предприятия по производству высокосортного бензина. В результате двое участников пикета получили предупреждение, один был оштрафован.
В конце 2008 года Белорусская партия «Зеленые» создала специальную комиссию по правам ЛГБТ. «Зеленые» стали первой политической партией в Беларуси, кто публично и официально заявил о сотрудничестве с ЛГБТ, намерении бороться против гомофобии и отстаивать права сексуальных меньшинств как части системы прав человека. В том же году партия выступила против строительства АЭС в Белоруссии.
31 мая 2010 года на президентские выборы партия выставила своим кандидатом в Президенты РБ — Юрия Глушакова (заместитель председателя партии «Зеленые», бывший депутат Гомельского горсовета). Однако, в октябре 2010 года Юрий Глушаков заявил о снятии своей кандидатуры:
«Я заявляю о том, что я как претендент, не буду дальше участвовать в президентской кампании. Нашей партии, к сожалению, не удалось собрать необходимого для выдвижения количества подписей».
В сентябре 2010 года, вскоре после задержания ряда социальных активистов анархистского толка, был задержан эколог Владимир Володин, член Совета Партии «Зелёные».
5 ноября 2011 года в Минске прошёл съезд партии. В ходе съезда делегаты переизбрали состав Центрального Совета и управленческие структуры партии — председателя, его заместителей, членов центрально-ревизионной комиссии. В выборах председателя партии участвовали бывший председатель Олег Новиков и Дмитрий Серебряков, делегат из Бобруйска. За Олега Новикова проголосовало 29 человек, за Дмитрия Серебрякова — 5. Среди других тем, которые поднимались на съезде, были вопрос о партийной символике, поправки в устав БПЗ, строительство в Беларуси АЭС.
В ноябре 2011 года члены партии, резко осуждающей институт смертной казни, приняли участие в петицийной кампании против возможного расстрела Дмитрия Коновалова и Ковалёва Влада, обвиняемых во взрыве в минском метро 11 апреля:

Зелёные и так всегда выступают против практики смертной казни в Беларуси, которая остается последней страной в Европе, где осталась такая антигуманная форма наказания. Смертная казнь — это, в том числе, возможность судебной ошибки. Тем более, в данном случае, если вина подозреваемых, по мнению общественности, полностью не доказана. Нужно, как минимум, проведение дополнительного следствия— 
25 апреля 2013 года накануне годовщины Чернобыльской катастрофы белорусские «зеленые» пикетировали головной офис российской государственной корпорации РосАтом в Москве.
Также партия организовала ряд пикетов и митингов против строительства Белорусской АЭС в Островце.
В 2015 году партия выдвинула кандидатуру Юрия Шульгана на президентские выборы Республики Беларусь, но он не смог пройти регистрацию.
По официальным итогам парламентских выборов (2016) ни один из 5 выдвинутых партией кандидатов не смог стать депутатом.
7 февраля 2021 года на II Форуме левых демократических сил по предложению партии была принята поправка в социальный манифест об отмене обязательной отработки после окончания обучения в ВУЗах.

## Газета «Мирный Атом»
Газета «Мирный Атом» — политико-ироническое издание, которое издается при БПЗ тиражом 299 экземпляров и в юмористической и иногда откровенно издевательской форме поддерживает строительство АЭС в Беларуси. Газета стала известна после того, как в интернете появилась напечатанная в первом номере издания «Карта-схема Островецкого метрополитена имени Мясника Михайловича». Газета продолжает традиции известной белорусской сатирической газеты «Навінкі».

## Сотрудничество
5 октября 2010 года, по инициативе Партии зелёных Украины было создано международное объединение Евразийское объединение зелёных партий (ЕОЗП) соучредителями и членами которого стали: Российская экологическая партия «Зелёные», Белорусская партия «Зелёные» и казахская партия Руханият. Созданное объединение базируется на платформе «Партии зелёных Украины» со штаб-квартирой в Киеве.